# Małaszkowo (obwód wołogodzki)
Małaszkowo (ros. Малашково) – wieś w Rosji, w rejonie wołogodzkim obwodu wołogodzkiego. W 2010 r. liczyła 6 mieszkańców.